# Piráti Chomutov
Piráti Chomutov je český hokejový klub ledního hokeje, který sídlí v Chomutově v Ústeckém kraji. Založen byl v roce 1945 pod názvem ČSK Chomutov. Svůj současný název nese od roku 2011. Největším úspěchem je 1. místo v základní části ve skupině B Československé hokejové lize v sezoně 1955/56. Od sezony 2024/25 je účastníkem Maxa ligy (2. nejvyšší soutěž v ČR).
Své domácí zápasy odehrává v Rocknet aréně s kapacitou 7 250 diváků. Klubové barvy jsou modrá, bílá a červená.

## Historie

### Počátky
Současný chomutovský klub byl založen v roce 1945 jako ryze český sportovní klub. Ve městě nahradil úspěšný německý sportovní klub DFK Komotau (v letech 1939–1945 působící jako NSTG Komotau), který byl po vysídlení německého obyvatelstva nenávratně zrušen. Postup do nejvyšší soutěže si zajistili v sezoně 1950/1951, kdy jim výrazně pomohla legenda chomutovského hokeje Miroslav Kluc, který se stal čtyřikrát nejlepším střelcem ligy.[zdroj?]
V letech 1955 a 1956 získal klub v I. lize bronzovou a stříbrnou medaili, poté však došlo ke zlomu. Večer 24. listopadu 1956, při havárii letu ČSA z Curychu s třiadvaceti lidmi na palubě, zemřeli při návratu z utkání švýcarského Preciza Cupu členové klubu: zakladatel a první předseda Stanislav Vaisochr (42 let), člen výboru Jan Výborný (43 let), brankář a reprezentant Miroslav Pašek (34 let), útočníci Zdeněk Nový (23 let) a Ondřej Borovička (18 let), s nimi také sportovní redaktor deníku Práce Jindřich Vrba. Pohřební průvod s rakvemi hokejistů na začátku prosince začínal u chomutovského zimního stadionu, kam se s oběťmi leteckého neštěstí přišlo rozloučit několik tisíc lidí. Jako vzpomínka na tuto událost se od roku 1962 v Chomutově hraje každoročně turnaj mládeže pod názvem Memoriál Stanislava Vaisochra.

### 60. až 90. léta
V nejvyšší lize se chomutovští hokejisté udrželi až do sezony 1963/1964, kdy klub soutěž neudržel a sestoupil. Návrat se podařilo do sezony 1967/1968, ale příslušnost chomutovský klub po jediné sezoně opět ztratil; nejvyšší ligu si pak Chomutov zahrál ještě v sezoně 1973/1974, opět jen na jeden rok. Od roku 1984 hrál klub 2. národní ligu[zdroj?] (tedy 3. nejvyšší soutěž), a to až do roku 1997.

### Návrat do extraligy
Opětovné probuzení klubu začalo v roce 1997 odkoupením licence na 1. ligu od Ústí nad Labem. Chomutovský tým hrál poměrně pravidelně na špičce druhé nejvyšší soutěže, první účast v baráži o extraligu si připsal v sezoně 2000/2001, ale byla neúspěšná, stejně jako druhá účast v sezoně 2009/2010. 
Třetí účast v baráži v sezoně 2011/2012 už ale úspěch přinesla a tým se po 38 letech vrátil do nejvyšší soutěže. Samotná sezona byla strastiplná – tým obsadil po základní části celkově druhé místo. V semifinále play off však došlo k překvapení: Chomutov nejprve urval tři vítězství nad Olomoucí, následně však dvakrát prohrál. Na to pak zareagovalo vedení klubu a v probíhajícím play-off odvolalo trenéra Sýkoru i s asistentem Votrubou. K týmu přišel Jiří Doležal, asistenty se mu stali Leo Gudas a Stanislav Mikšovic. Pod jejich vedením pak tým nejprve v 7. zápase porazil Olomouc, ve finále pak rovněž v 7. utkání zdolal Ústí nad Labem a stal se celkovým vítězem play-off 1. ligy. V baráži se tak klub střetl s posledním extraligovým celkem BK Mladá Boleslav a sérii vyhrál 4:3, tedy opět po 7 zápasech.
Před sezonou 2011/2012 byla otevřena nová multifunkční aréna v lokalitě Zadní Vinohrady.

### Extraligové roky
V nejvyšší soutěži hrál severočeský tým od sezony 2012/2013. Během přípravy Chomutov dostal jedinečnou příležitost změřit síly se špičkovými evropskými celky v rámci turnaje European Trophy, kde ve své skupině obsadil druhé místo. Postupu na vrchol šampionátu Red Bull Sallute se však Piráti nedočkali. Na úkor severočeského klubu totiž postoupil slovenský klub HC Slovan Bratislava, který pořádal finále tohoto prestižního turnaje. I začátek sezony chomutovskému klubu vyšel, avšak o pár kol později se začala projevovat neschopnost střílet branky. Tato křeč paralyzovala Piráty až do konce sezony, o místo také postupně připravila trenéra Jiřího Doležala, později i Mikuláše Antonika. Po strmém pádu tabulkou až na poslední místo musel tým obhajovat příslušnost do nejvyšší soutěže až v baráži, na kterou je již připravoval kouč Jiří Čelanský. Nakonec se zadařilo a severočeský celek obsadil v barážové čtyřce první místo, Extraliga tedy byla i pro sezonu 2013/2014 zachráněna.[zdroj?]
Trenér Čelanský dostal důvěru i pro následující sezonu 2013/2014. Do té však Piráti nevstoupili příliš přesvědčivě, výkony nebyly dobré - především bodově. Vedení vyměnilo některé hráče, dokonce došlo i na pokuty. Ani to nepomohlo, a když se tým před reprezentační pauzou propadl na poslední místo, došlo nakonec k odvolání trenéra Čelanského, který byl nahrazen Josefem Turkem. Oživení však nepřinesl ani Josef Turek, mužstvo se i nadále drželo na poslední příčce a navíc začalo dost výrazně ztrácet na celky před sebou. V lednu bylo jasné, že tým patrně celý zbytek sezony zůstane na poslední příčce a baráži se nevyhne. Vedení klubu se ještě jednou pokusilo oživit mužstvo změnou trenéra, Josefa Turka nahradil Jaroslav Beck. Piráti však v základní části i nadále prohrávali jedno utkání za druhým a dokonce dosáhli na smutný rekord: 24 porážek v řadě. Chomutov se tedy spolu s předposledním Kladnem propadl do prolínací soutěže, se kterou měl zkušenosti již z předchozího ročníku. Tentokrát však baráž pro Chomutov skončila smutně (ostatně stejně jako pro dalšího extraligového účastníka, tedy pro Kladno). Ačkoli v prvních třech zápasech ztratil Chomutov pouhý bod, následovala série 4 porážek v řadě, následně tým několik bodů získal, ale vzhledem k tomu, že forma Olomouce a Mladé Boleslavi v baráži byla velice stabilní, na udržení mezi elitou to nestačilo. V předposledním 11. kole se definitivně rozhodlo: extraligu v baráži sezony 2013/2014 opustily, na úkor Boleslavi a Olomouce, oba extraligové celky, tedy Piráti Chomutov a Rytíři Kladno.
Krátce po sestupu do 1. ligy přemýšlel majitel klubu Jaroslav Veverka starší o odchodu z chomutovského hokeje. Pro samotný klub by tím byly nadále jenom dvě varianty budoucí existence a to buď prodej jinému majiteli a nebo následná likvidace. Likvidace chomutovského klubu by měla špatné následky i pro jiné kluby v regionu. Přesněji SK Kadaň, již vlastní také Jaroslav Veverka, a HC Klášterec nad Ohří. 1. května ovšem Jaroslav Veverka starší oznámil, že v Chomutově bude nadále pokračovat.
Tým doznal jistých hráčských změn, současné také změny na postu trenéra, když se mužstva ujal zkušený trenér Břetislav Kopřiva. Změna v trenérském vedení a příchod nových hráčů se Chomutovu v nadcházející sezoně vyplatil. V druhé nejvyšší hokejové lize se prezentoval stabilními výkony, jež mu přinesly odměny v podobě účasti v play-off i výhru celé základní části, v níž překonal svůj dosavadní rekord v počtu získaných bodů.[zdroj?] Chomutov postoupil hned po 1 roce do nejvyšší soutěže a zažil nejlepší výsledky novodobé historie klubu: čtvrtfinále v sezoně 2015/2016 (celkově 8. místo) a semifinále v sezoně 2016/2017 (celkově 4. místo). Pak následoval ústup ze slávy a sestup po sezoně 2018/2019.

### Finanční problémy a krach
V sezoně 2019/2020 během působení v druhé nejvyšší soutěži Chomutov dostihly finanční dluhy. Akciová společnost Piráti Chomutov měla podle soudního zápisu dluh ve výši 37,5 milionu korun, které byly většinou z dob působení v extralize. Hráčům měla dlužit zhruba necelou třetinu této částky. Společnost byla v insolvenci a seniorský hokej v Chomutově provozoval zapsaný spolek, který přišel s návrhem, že každému z věřitelů (hráčů, kterým klub dlužil, bylo zhruba 60) bude splaceno 30 procent z jejich pohledávek vůči klubu, když zbylých 70 procent klubu odpustí. Stačil ale nesouhlas byť jen jediného hráče, aby klub prvoligovou licenci nedostal, což se nakonec stalo, a klub tak spadl do krajské ligy.

### Krajská liga a návrat do profesionálního hokeje
Klub od sezony 2020/2021 hrál v ústecké krajské lize, nicméně první sezona v této soutěži nebyla dohrána z důvodu pandemie covidu-19. Klub tak v krajské lize strávil i sezonu 2021/2022. Do sezony klub vstupoval s jasným cílem krajskou ligu ovládnout a postoupit následně i do 2. ligy. Celou sezonu Piráti dominovali a ústeckou krajskou ligu vyhráli. Postoupili tak do kvalifikace o 2. ligu. Ve skupině se utkali s HC Hvězda Praha a HC Junior Mělník. Skupinu nakonec Piráti ovládli a do 2. ligy postoupili.
Od sezony 2022/2023 hrál klub 2. ligu. I přes to, že se jednalo o nováčka soutěže, tým patřil mezi favority na celkové vítězství v lize a následný přímý postup do 1. ligy (druhé nejvyšší hokejové soutěže). Tým v této sezoně nakonec v play-off došel do semifinále a vypadl v poměru 3:0 na zápasy s pozdějším celkovým vítězem HC Orli Znojmo. Do sezony 2023/2024 tým vstupoval s cílem ligu vyhrát a postoupit tak do 1. ligy. V sezoně tým patřil ke špičce a v základní části ovládl skupinu západ. V play-off došel tým až do finále, ve kterém v 7. zápase na ledě AZ Havířov zvítězil, ovládl tak finálovou sérii v poměru 4:3 na zápasy, získal mistrovský titul a postoupil do Maxa Ligy.

## Největší úspěchy
- sezona 1950/51 - postup do elitní soutěže
- sezona 1954/55 - 3. místo v nejvyšší soutěži
- sezona 1955/56 - 2. místo v nejvyšší soutěži (1. místo v základní části skupiny B)
- sezona 1966/67 - postup do elitní soutěže
- sezona 1972/73 - postup do elitní soutěže
- sezona 2000/01 - baráž o extraligu
- sezona 2009/10 - mistr 1. ligy, baráž o extraligu
- sezona 2011/12 - mistr 1. ligy, postup do extraligy
- sezona 2014/15 - mistr 1. ligy, postup do extraligy
- sezona 2023/24 - mistr 2. ligy, postup do 1. ligy

## Historické názvy klubu
Zdroj: 
- 1945 – ČSK Chomutov (Český sportovní klub Chomutov)
- 1949 – ZJS Spojené ocelárny (Základní sportovní jednota Spojené ocelárny)
- 1951 – Sokol Hutě
- 1953 – TJ Baník Chomutov ZJF
- 1958 – Baník VTŽ Chomutov (Baník Válcovny trub a železárny Chomutov)
- 1960 – VTŽ Chomutov (Válcovny trub a železárny Chomutov)
- 1991 – KLH VT VTJ Chomutov (Klub ledního hokeje Válcovny trub Vojenská tělovýchovná jednota Chomutov)
- 1996 – KLH Chomutov (Klub ledního hokeje Chomutov)
- 2011 – Piráti Chomutov

## Statistiky

### Přehled ligové účasti
Stručný přehled
Zdroj: 
- 1950–1951: Oblastní soutěž – sk. B (2. ligová úroveň v Československu)
- 1951–1954: 1. liga – sk. A (1. ligová úroveň v Československu)
- 1954–1956: 1. liga – sk. B (1. ligová úroveň v Československu)
- 1956–1964: 1. liga (1. ligová úroveň v Československu)
- 1964–1967: 2. liga – sk. A (2. ligová úroveň v Československu)
- 1967–1968: 1. liga (1. ligová úroveň v Československu)
- 1968–1969: 2. liga – sk. A (2. ligová úroveň v Československu)
- 1969–1973: 1. ČNHL – sk. A (2. ligová úroveň v Československu)
- 1973–1974: 1. liga (1. ligová úroveň v Československu)
- 1974–1979: 1. ČNHL (2. ligová úroveň v Československu)
- 1979–1983: 1. ČNHL – sk. A (2. ligová úroveň v Československu)
- 1983–1984: 1. ČNHL (2. ligová úroveň v Československu)
- 1984–1987: 2. ČNHL – sk. A (3. ligová úroveň v Československu)
- 1987–1988: 2. ČNHL – sk. A (3. ligová úroveň v Československu)
- 1988–1993: 2. ČNHL – sk. A (3. ligová úroveň v Československu)
- 1993–1997: 2. liga – sk. Západ (3. ligová úroveň v České republice)
- 1997–2012: 1. liga (2. ligová úroveň v České republice)
- 2012–2014: Extraliga (1. ligová úroveň v České republice)
- 2014–2015: 1. liga (2. ligová úroveň v České republice)
- 2015–2019: Extraliga (1. ligová úroveň v České republice)
- 2019–2020 : 1. liga (2. ligová úroveň v České republice)
- 2020–2022 Ústecká krajská liga (4. ligová úroveň v České republice)
- 2022–2024 2. liga – sk. západ (3. ligová úroveň v České republice)
- 2024–: 1. liga (2. ligová úroveň v České republice)

Jednotlivé ročníky
Zdroj: 
Legenda: červené podbarvení - sestup, zelené podbarvení - postup, fialové podbarvení - reorganizace, změna skupiny či soutěže
| Československo (1950 – 1993) |                         |        |    |     |                                                            |          |               |
| Ročník                       | Soutěž                  | Úroveň | PK | ZČ  | Play-off                                                   | Cel. um. | Pozn.         |
| 1950/1951                    | Oblastní soutěž – sk. B | 2.     | 8  | 1.  |                                                            | 1.       | Kvalifikace   |
| 1951/1952                    | 1. liga – sk. A         | 1.     | 6  | 1.  | Finálová skupina (6. místo)                                | 6.       |               |
| 1952/1953                    | 1. liga – sk. A         | 1.     | 7  | 2.  | Finálová skupina (4. místo)                                | 4.       |               |
| 1953/1954                    | 1. liga – sk. A         | 1.     | 6  | 4.  |                                                            | 4.       |               |
| 1954/1955                    | 1. liga – sk. B         | 1.     | 8  | 2.  | Finálová skupina (3. místo)                                | 3.       |               |
| 1955/1956                    | 1. liga – sk. B         | 1.     | 8  | 1.  | Finálová skupina (2. místo)                                | 2.       |               |
| 1956/1957                    | 1. liga                 | 1.     | 14 | 7.  |                                                            | 7.       |               |
| 1957/1958                    | 1. liga                 | 1.     | 12 | 4.  |                                                            | 4.       |               |
| 1958/1959                    | 1. liga                 | 1.     | 12 | 9.  |                                                            | 9.       |               |
| 1959/1960                    | 1. liga                 | 1.     | 12 | 9.  |                                                            | 9.       |               |
| 1960/1961                    | 1. liga                 | 1.     | 12 | 10. | Skupina o 7. - 12. místo (2. místo)                        | 8.       |               |
| 1961/1962                    | 1. liga                 | 1.     | 12 | 9.  | Skupina o 7. - 12. místo (3. místo)                        | 9.       |               |
| 1962/1963                    | 1. liga                 | 1.     | 12 | 6.  | Skupina o 1. - 6. místo (6. místo)                         | 6.       |               |
| 1963/1964                    | 1. liga                 | 1.     | 12 | 12. | Skupina o 7. - 12. místo (6. místo)                        | 12.      | Sestup        |
| 1964/1965                    | 2. liga – sk. A         | 2.     | 8  | 1.  |                                                            | 1.       | Kvalifikace   |
| 1965/1966                    | 2. liga – sk. A         | 2.     | 8  | 1.  |                                                            | 1.       | Kvalifikace   |
| 1966/1967                    | 2. liga – sk. A         | 2.     | 8  | 1.  |                                                            | 1.       | Kvalifikace   |
| 1967/1968                    | 1. liga                 | 1.     | 10 | 10. |                                                            | 10.      | Sestup        |
| 1968/1969                    | 2. liga – sk. A         | 2.     | 16 | 7.  |                                                            | 7.       |               |
| 1969/1970                    | 1. ČNHL – sk. A         | 2.     | 16 | 3.  |                                                            | 3.       |               |
| 1970/1971                    | 1. ČNHL – sk. A         | 2.     | 16 | 1.  |                                                            | 1.       | Kvalifikace   |
| 1971/1972                    | 1. ČNHL – sk. A         | 2.     | 16 | 5.  |                                                            | 5.       |               |
| 1972/1973                    | 1. ČNHL – sk. A         | 2.     | 16 | 2.  |                                                            | 2.       | Kvalifikace   |
| 1973/1974                    | 1. liga                 | 1.     | 12 | 12. |                                                            | 12.      | Sestup        |
| 1974/1975                    | 1. ČNHL                 | 2.     | 12 | 2.  |                                                            | 2.       |               |
| 1975/1976                    | 1. ČNHL                 | 2.     | 12 | 2.  |                                                            | 2.       |               |
| 1976/1977                    | 1. ČNHL                 | 2.     | 12 | 5.  |                                                            | 5.       |               |
| 1977/1978                    | 1. ČNHL                 | 2.     | 12 | 6.  |                                                            | 6.       |               |
| 1978/1979                    | 1. ČNHL                 | 2.     | 12 | 10. |                                                            | 10.      |               |
| 1979/1980                    | 1. ČNHL – sk. A         | 2.     | 12 | 2.  |                                                            | 2.       |               |
| 1980/1981                    | 1. ČNHL – sk. A         | 2.     | 12 | 7.  |                                                            | 6.       | sk. o udr.    |
| 1981/1982                    | 1. ČNHL – sk. A         | 2.     | 12 | 11. |                                                            | 10.      | sk. o udr.    |
| 1982/1983                    | 1. ČNHL – sk. A         | 2.     | 12 | 54. |                                                            | 4.       | Finále        |
| 1983/1984                    | 1. ČNHL                 | 2.     | 12 | 12. |                                                            | 12.      | Sestup        |
| 1984/1985                    | 2. ČNHL – sk. A         | 3.     | 8  | 2.  |                                                            | 2.       |               |
| 1985/1986                    | 2. ČNHL – sk. A         | 3.     | 8  | 1.  | Finálová skupina (3. místo)                                | 1.       |               |
| 1986/1987                    | 2. ČNHL – sk. A         | 3.     | 8  | 5.  |                                                            | 5.       |               |
| 1987/1988                    | 2. ČNHL – sk. B         | 3.     | 8  | 6.  |                                                            | 6.       |               |
| 1988/1989                    | 2. ČNHL – sk. A         | 3.     | 8  | 3.  |                                                            | 3.       |               |
| 1989/1990                    | 2. ČNHL – sk. A         | 3.     | 8  | 5.  |                                                            | 5.       |               |
| 1990/1991                    | 2. ČNHL – sk. A         | 3.     | 10 | 3.  | Semifinálová skupina (6. místo)                            | 3.       |               |
| 1991/1992                    | 2. ČNHL – sk. A         | 3.     | 8  | 2.  | Semifinálová skupina (3. místo)                            | 2.       |               |
| 1992/1993                    | 2. ČNHL – sk. A         | 3.     | 8  | 2.  |                                                            | 2.       | Kvalifikace   |
| Česko (1993 – )              |                         |        |    |     |                                                            |          |               |
| Ročník                       | Soutěž                  | Úroveň | PK | ZČ  | Play-off                                                   | Cel. um. | Pozn.         |
| 1993/1994                    | 2. liga – sk. Západ     | 3.     | 16 | 5.  | Ne                                                         | 5.       |               |
| 1994/1995                    | 2. liga – sk. Západ     | 3.     | 16 | 9.  | Ne                                                         | 9.       |               |
| 1995/1996                    | 2. liga – sk. Západ     | 3.     | 16 | 6.  | Ne                                                         | 6.       |               |
| 1996/1997                    | 2. liga – sk. Západ     | 3.     | 16 | 2.  | Semifinále (prohra 1:3 na body s SK Horácká Slavia Třebíč) | 2.       | Koupě licence |
| 1997/1998                    | 1. liga                 | 2.     | 14 | 5.  | Ne                                                         | 5.       |               |
| 1998/1999                    | 1. liga                 | 2.     | 14 | 5.  | Ne                                                         | 5.       |               |
| 1999/2000                    | 1. liga                 | 2.     | 14 | 1.  | Finále (prohra 2:3 na zápasy s HC Dukla Jihlava)           | 2.       |               |
| 2000/2001                    | 1. liga                 | 2.     | 14 | 1.  | Finále (výhra 3:0 na zápasy nad Bílí Tygři Liberec)        | 1.       | Baráž         |
| 2001/2002                    | 1. liga                 | 2.     | 14 | 4.  | Semifinále (prohra 0:3 na zápasy s Bílí Tygři Liberec)     | 4.       |               |
| 2002/2003                    | 1. liga                 | 2.     | 14 | 3.  | Semifinále (prohra 0:3 na zápasy s HC Dukla Jihlava)       | 3.       |               |
| 2003/2004                    | 1. liga                 | 2.     | 14 | 2.  | Semifinále (prohra 1:3 na zápasy s HC Dukla Jihlava)       | 3.       |               |
| 2004/2005                    | 1. liga                 | 2.     | 14 | 6.  | Semifinále (prohra 2:3 na zápasy s HC České Budějovice)    | 4.       |               |
| 2005/2006                    | 1. liga                 | 2.     | 14 | 6.  | Čtvrtfinále (prohra 0:4 na zápasy s BK Mladá Boleslav)     | 7.       |               |
| 2006/2007                    | 1. liga                 | 2.     | 14 | 4.  | Finále (prohra 2:3 na zápasy s HC Slovan Ústí nad Labem)   | 2.       |               |
| 2007/2008                    | 1. liga – sk. Západ     | 2.     | 8  | 2.  | Finále (prohra 0:4 na zápasy s BK Mladá Boleslav)          | 2.       |               |
| 2008/2009                    | 1. liga                 | 2.     | 16 | 3.  | Semifinále (prohra 3:4 na zápasy s HC Kometa Brno)         | 3.       |               |
| 2009/2010                    | 1. liga                 | 2.     | 16 | 2.  | Finále (výhra 4:3 na zápasy nad HC Slovan Ústečtí Lvi)     | 1.       | Baráž         |
| 2010/2011                    | 1. liga                 | 2.     | 16 | 2.  | Finále (prohra 0:4 na zápasy s HC Slovan Ústečtí Lvi)      | 2.       |               |
| 2011/2012                    | 1. liga                 | 2.     | 14 | 2.  | Finále (výhra 4:3 na zápasy nad HC Slovan Ústečtí Lvi)     | 1.       | Postup        |
| 2012/2013                    | Extraliga               | 1.     | 14 | 14. | Ne                                                         | 14.      | Baráž         |
| 2013/2014                    | Extraliga               | 1.     | 14 | 14. | Ne                                                         | 14.      | Sestup        |
| 2014/2015                    | 1. liga                 | 2.     | 14 | 1.  | Semifinále (výhra 4:1 na zápasy nad HC Dukla Jihlava)      | 1.       | Postup        |
| 2015/2016                    | Extraliga               | 1.     | 14 | 8.  | Čtvrtfinále (prohra 0:4 na zápasy s Bílí Tygři Liberec)    | 8.       |               |
| 2016/2017                    | Extraliga               | 1.     | 14 | 7.  | Semifinále (prohra 2:4 na zápasy s Bílí Tygři Liberec)     | 4.       |               |
| 2017/2018                    | Extraliga               | 1.     | 14 | 11. | Ne                                                         | 12.      | sk. o udr.    |
| 2018/2019                    | Extraliga               | 1.     | 14 | 13. | Ne                                                         | 13.      | Sestup        |
| 2019/2020                    | 1. liga                 | 2.     | 16 | 4.  | play-off zrušeno kvůli pandemii covidu-19                  |          | Sestup        |
| 2020/2021                    | Ústecká krajská liga    | 4.     | 6  | N   | sezona zrušena kvůli pandemii covidu-19                    |          |               |
| 2021/2022                    | Ústecká krajská liga    | 4.     | 6  | 1.  | Finále (výhra 2:0 na zápasy nad HC Slovan Louny)           | 1.       | Kvalifikace   |
| 2022/2023                    | 2. liga – sk. Západ     | 3.     | 16 | 2.  | Semifinále (prohra 0:3 na zápasy s Orli Znojmo)            | 3.       |               |
| 2023/2024                    | 2. liga – sk. Západ     | 3.     | 15 | 1.  | Finále (výhra 4:3 na zápasy nad AZ Havířov)                | 1.       | Postup        |
| 2024/2025                    | 1. liga                 | 2.     | 14 | 9.  | Čtvrtfinále (prohra 1:3 na zápasy nad RI Okna Berani Zlín) | 7.       |               |

### Přehled kapitánů a trenérů v jednotlivých sezonách
| Sezona    | Soutěž              | Kapitán         | Trenéři                                                                                             | Soupiska |
| --------- | ------------------- | --------------- | --------------------------------------------------------------------------------------------------- | -------- |
| 1996/1997 | 2. liga             |                 | Milan Fiedler, František Branda                                                                     |          |
| 1997/1998 | 1. liga             | Kamil Prachař   | Vladimír Kýhos, Milan Fiedler                                                                       |          |
| 1998/1999 | 1. liga             |                 | Vladimír Kýhos, Milan Fiedler - Kamil Přecechtěl, Milan Fiedler                                     |          |
| 1999/2000 | 1. liga             | Petr Martínek   | Kamil Přecechtěl, Milan Fiedler                                                                     |          |
| 2000/2001 | 1. liga             | Martin Štelcich | Josef Beránek, Zdeněk Chuchel - Vladimír Kýhos, Milan Fiedler                                       |          |
| 2001/2002 | 1. liga             |                 | Ladislav Kolda, Milan Fiedler - Zdeněk Vojta, Milan Fiedler                                         |          |
| 2002/2003 | 1. liga             |                 | Zdeněk Vojta, Vladimír Petrovka - Vladimír Kýhos, Vladimír Petrovka                                 |          |
| 2003/2004 | 1. liga             | Radek Šíp       | Vladimír Kýhos, Vladimír Petrovka                                                                   | Zde      |
| 2004/2005 | 1. liga             | Radek Šíp       | Vladimír Kýhos, Vladimír Petrovka                                                                   | Zde      |
| 2005/2006 | 1. liga             | Radek Šíp       | Vladimír Kýhos, Vladimír Petrovka                                                                   | Zde      |
| 2006/2007 | 1. liga             | Radek Šíp       | Vladimír Kýhos, Vladimír Petrovka                                                                   | Zde      |
| 2007/2008 | 1. liga – sk. Západ | Radek Šíp       | Vladimír Kýhos, Miroslav Buchal - Martin Pešout, Miroslav Buchal                                    | Zde      |
| 2008/2009 | 1. liga             | Miroslav Hlinka | Martin Pešout, Jiří Rech                                                                            | Zde      |
| 2009/2010 | 1. liga             | Zdeněk Skořepa  | Radim Rulík, Vladimír Petrovka                                                                      | Zde      |
| 2010/2011 | 1. liga             | Zdeněk Skořepa  | Jaroslav Liška, Milan Kašpárek                                                                      | Zde      |
| 2011/2012 | 1. liga             | Milan Kraft     | Václav Sýkora, Jan Votruba - Jiří Doležal, Stanislav Mikšovic                                       | Zde      |
| 2012/2013 | Extraliga           | Milan Kraft     | Jiří Doležal, Mikuláš Antonik - Mikuláš Antonik, Stanislav Mikšovic - Jiří Čelanský, Zdeněk Skořepa | Zde      |
| 2013/2014 | Extraliga           | Ľuboš Bartečko  | Jiří Čelanský, Zdeněk Skořepa - Josef Turek, Robert Kaše - Jaroslav Beck, Robert Kaše               | Zde      |
| 2014/2015 | 1. liga             | Jiří Drtina     | Břetislav Kopřiva, Aleš Totter                                                                      | Zde      |
| 2015/2016 | Extraliga           | Michal Vondrka  | Vladimír Růžička, Břetislav Kopřiva, Jan Šťastný                                                    | Zde      |
| 2016/2017 | Extraliga           | Michal Vondrka  | Vladimír Růžička, Petr Martínek, Jan Šťastný                                                        | Zde      |
| 2017/2018 | Extraliga           | Michal Vondrka  | Vladimír Růžička, Petr Martínek, Jan Šťastný                                                        | Zde      |
| 2018/2019 | Extraliga           | Marek Tomica    | Vladimír Růžička, Petr Martínek, Jan Šťastný                                                        | Zde      |
| 2019/2020 | 1. liga             | Marek Tomica    | Martin Štrba, Petr Martínek, Kamil Koláček - Miroslav Buchal, Petr Martínek, Kamil Koláček          | Zde      |
| 2020/2021 | Krajský přebor      | Angel Krstev    | Petr Martínek                                                                                       | Zde      |
| 2021/2022 | Krajský přebor      | Jaroslav Kůs    | Petr Martínek, Petr Jíra, Pavel Damašek                                                             | Zde      |
| 2022/2023 | 2. liga – sk. Západ | Viktor Hübl     | Kamil Koláček a Petr Martínek                                                                       | Zde      |
| 2023/2024 | 2. liga – sk. Západ | Viktor Hübl     | Martin Pešout a Petr Martínek                                                                       | Zde      |
| 2024/2025 | 1. liga             | Viktor Hübl     | Martin Pešout, Petr Martínek a Angel Krstev                                                         | Zde      |

### Celkový přehled výsledků v nejvyšší soutěži
- Stav po sezoně 2013/14.

| Soutěž                       | Sezon | Fáze sezony      | Zápasy | Výhry | Vp | Remízy | Pp | Prohry | VB   | OB   | Bilance |
| ---------------------------- | ----- | ---------------- | ------ | ----- | -- | ------ | -- | ------ | ---- | ---- | ------- |
| Československá hokejová liga | 16    | Základní část    | 364    | 134   | 0  | 40     | 0  | 190    | 1417 | 1617 | -200    |
| Československá hokejová liga | 16    | Baráž            | 16     | 7     | 0  | 3      | 0  | 6      | 65   | 61   | +4      |
| Československá hokejová liga | 16    | Finálová skupina | 19     | 6     | 0  | 2      | 0  | 11     | 61   | 80   | -19     |
| Československá hokejová liga | 16    | Celkem           | 399    | 147   | 0  | 45     | 0  | 207    | 1543 | 1758 | -215    |
| Extraliga ledního hokeje     | 2     | Základní část    | 104    | 17    | 10 | 0      | 13 | 64     | 218  | 369  | -151    |
| Extraliga ledního hokeje     | 2     | Baráž/o udržení  | 54     | 17    | 5  | 0      | 8  | 24     | 130  | 158  | -28     |
| Extraliga ledního hokeje     | 2     | Celkem           | 158    | 34    | 15 | 0      | 21 | 88     | 348  | 527  | -179    |
| Celkem                       | 18    | Základní část    | 468    | 151   | 10 | 40     | 13 | 254    | 1635 | 1986 | -351    |
| Celkem                       | 18    | Baráž/o udržení  | 70     | 24    | 5  | 3      | 8  | 30     | 195  | 219  | -24     |
| Celkem                       | 18    | Finálová skupina | 19     | 6     | 0  | 2      | 0  | 11     | 61   | 80   | -19     |
| Celkem                       | 18    | Celkem           | 557    | 181   | 15 | 45     | 21 | 295    | 1891 | 2285 | -394    |

## Nejlepší hráči podle sezon
| 1999/2000 |
| 2000/2001 |
| 2001/2002 |
| 2002/2003 |
| 2003/2004 |
| 2004/2005 |
| 2005/2006 |
| 2006/2007 |
| 2007/2008 |
| 2008/2009 |
| 2009/2010 |
| 2010/2011 |
| 2011/2012 |
| 2012/2013 |
| 2013/2014 |
| 2014/2015 |
| 2015/2016 |
| 2016/2017 |
| 2017/2018 |
| 2018/2019 |
| 2019/2020 |
| 2020/2021 |
| 2021/2022 |
| 2022/2023 |
| 2023/2024 |
| 2024/2025 |

| Kamil Koláček            | 19 |
| Jiří Gombár              | 22 |
| Kamil Koláček            | 19 |
| Michal Jeslínek          | 28 |
| Michal Jeslínek          | 21 |
| Petr Jíra                | 20 |
| Ladislav Boušek          | 24 |
| Ladislav Boušek          | 31 |
| Milan Kostourek          | 26 |
| Michal Jeslínek          | 19 |
| Radek Duda               | 23 |
| Petr Jíra                | 18 |
| David Hruška             | 27 |
| David Hruška             | 22 |
| David Hruška             | 18 |
| Marek Hovorka            | 26 |
| Roman Červenka           | 23 |
| Michal Vondrka           | 23 |
| Michal Vondrka           | 18 |
| Vladimír Růžička         | 16 |
| Petr Stloukal            | 23 |
| Jakub Chrpa, Jakub Jaroš | 4  |
| Roman Chlouba            | 30 |
| Jakub Chrpa              | 32 |
| Petr Eret                | 26 |
| Viktor Hübl              | 17 |

| Kamil Koláček    | 24 |
| Kamil Koláček    | 31 |
| Kamil Koláček    | 28 |
| Petr Jíra        | 24 |
| Kamil Koláček    | 26 |
| Kamil Koláček    | 22 |
| Radek Šíp        | 21 |
| Milan Kostourek  | 38 |
| Milan Kostourek  | 27 |
| Lukáš Pulpán     | 28 |
| Radek Duda       | 37 |
| Milan Kraft      | 23 |
| Milan Kraft      | 33 |
| Tomáš Divíšek    | 22 |
| David Hruška     | 14 |
| Nikola Gajovský  | 34 |
| Roman Červenka   | 38 |
| Jan Rutta        | 24 |
| Michal Vondrka   | 25 |
| Vladimír Růžička | 23 |
| Petr Stloukal    | 28 |
| Patrik Huňady    | 4  |
| Jaroslav Kůs     | 34 |
| František Lukeš  | 47 |
| Viktor Hübl      | 39 |
| Viktor Hübl      | 24 |

| Kamil Koláček    | 43 |
| Kamil Koláček    | 50 |
| Kamil Koláček    | 47 |
| Michal Jeslínek  | 49 |
| Michal Jeslínek  | 42 |
| Petr Jíra        | 42 |
| Ladislav Boušek  | 44 |
| Ladislav Boušek  | 58 |
| Milan Kostourek  | 53 |
| Michal Jeslínek  | 45 |
| Radek Duda       | 60 |
| Petr Jíra        | 40 |
| Milan Kraft      | 56 |
| David Hruška     | 39 |
| David Hruška     | 32 |
| Marek Hovorka    | 54 |
| Roman Červenka   | 61 |
| Michal Vondrka   | 46 |
| Michal Vondrka   | 43 |
| Vladimír Růžička | 39 |
| Petr Stloukal    | 51 |
| Patrik Huňady    | 6  |
| Roman Chlouba    | 53 |
| Viktor Hübl      | 64 |
| Viktor Hübl      | 61 |
| Viktor Hübl      | 41 |

| Petr Martínek       | 82  |
| Richard Bauer       | 126 |
| Stanislav Stavenský | 90  |
| Michal Jeslínek     | 74  |
| Josef Révay         | 132 |
| Josef Révay         | 127 |
| Petr Martínek       | 118 |
| František Bombic    | 139 |
| Josef Révay         | 163 |
| Lukáš Pulpán        | 80  |
| Radek Duda          | 161 |
| Lukáš Pulpán        | 89  |
| Štěpán Hřebejk      | 107 |
| Lukáš Pulpán        | 76  |
| Tomáš Malec         | 67  |
| Štěpán Hřebejk      | 80  |
| Roman Červenka      | 96  |
| Brett Flemming      | 114 |
| Juraj Valach        | 89  |
| Bohumil Jank        | 88  |
| Darby Llewellyn     | 78  |
| Petr Jíra           | 10  |
| Jaroslav Kůs        | 29  |
| Radek Havel         | 65  |
| Jan Svoboda         | 31  |
| Tadeáš Hejda        | 52  |

## Účast v mezinárodních pohárech
Zdroj: 
Legenda: SP - Spenglerův pohár, EHP - Evropský hokejový pohár, EHL - Evropská hokejová liga, SSix - Super six, IIHFSup - IIHF Superpohár, VC - Victoria Cup, HLMI - Hokejová liga mistrů IIHF, ET - European Trophy, HLM - Hokejová liga mistrů, KP – Kontinentální pohár
- ET 2013 – Jižní divize (8. místo)